# Rumination (zoologie)
 (août 2016).
Si vous disposez d'ouvrages ou d'articles de référence ou si vous connaissez des sites web de qualité traitant du thème abordé ici, merci de compléter l'article en donnant les références utiles à sa vérifiabilité et en les liant à la section « Notes et références ».
Pour les articles homonymes, voir Rumination.

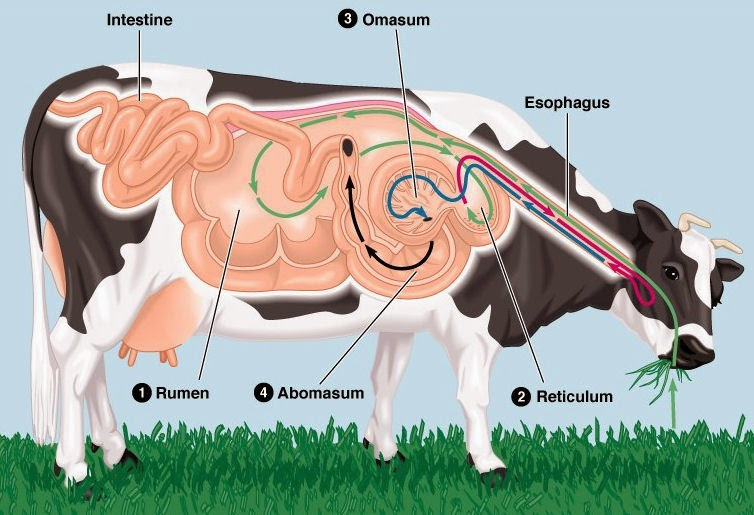
Schéma illustrant la rumination chez la vache.

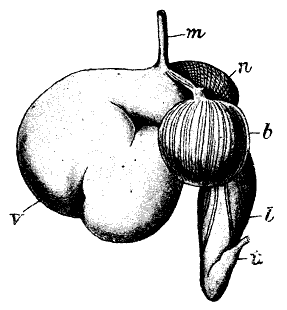
Système digestif d'un ruminant (vache).
m. œsophage, v. rumen ou panse, n. réticulum ou réseau, b. omasum ou feuillet, l. abomasum ou caillette, t. début des intestins.

Les ruminants sont des mammifères herbivores qui ont un estomac pluriloculaire (subdivisé en plusieurs compartiments) leur permettant de régurgiter de la nourriture afin de la remastiquer, autrement dit de pratiquer la rumination ou mérycisme, première étape de leur digestion. Par ruminants, on comprend essentiellement les animaux du sous-ordre des Ruminantia (Ruminants, avec une majuscule), mais d'autres animaux ont également un estomac pluriloculaire (mammifères dits polygastriques, par opposition aux monogastriques), et l'estomac de certains a une structure très particulière qui permet la régurgitation et la remastication du bol alimentaire (pseudoruminants (en) tels que les Camélidés). La rumination de ces derniers est associée à une fermentation stomacale, mais l'anatomie de leur système digestif diffère de celle des ruminants sensu stricto. La rumination est ainsi un exemple de convergence évolutive.

## Processus
La rumination est un processus de mastication différée. Phénomène cyclique réflexe, il comprend plusieurs étapes : régurgitation d'un bol mérycique, remastication (permettant l'accroissement des surfaces d'attaque par les micro-organismes — bactéries, champignons — du microbiote ruminal qui possèdent un vaste répertoire d'enzymes agissant en synergie pour dégrader les fibres végétales) accompagnée d'une nouvelle insalivation des aliments (la salive assurant un fort pouvoir tampon de l'écosystème microbien ruminal), déglutition.
Les cycles de la rumination sont étroitement liés à la motilité du rumen et durent approximativement une minute.

## Effet
La digestion des ruminants a pour effet d'émettre du méthane un des gaz à effet de serre (GES). L'élevage des ruminants domestiques, qui sont plus de 3,5 milliards, répond aux besoins croissants de la consommation de viande, de lait, laine et cuir par l’espèce humaine. L'agriculture représente aujourd'hui environ 20 % des émissions nationales de GES en France. 40 % des émissions agricoles sont sous forme de méthane, dont près des trois quarts sont liés à la fermentation entérique des ruminants, principalement les bovins en France.
Reste à savoir quelle proportion de ce méthane ne provient pas de la simple transformation de l'herbe locale mangée par ces bovins, à préciser la quantité de méthane produite par les animaux présentant une fermentation cæcale (comme les chevaux) ou plus généralement entérique (cochons, près de 8 milliards d'hommes).